# یووال نیمان
یووال نیمان (عبری: יובל נאמן‎؛ زاده ۱۴ مهٔ ۱۹۲۵ درگذشته ۲۶ آوریل ۲۰۰۶) یک فیزیک‌دان اهل اسرائیل بود.
وی همچنین برنده جوایزی همچون جایزه اسرائیل شده‌است.